# Annelida (grzyby)
Annelida – rodzaj komórki konidiotwórczej u grzybów. Jest to końcowa strzępka, na której wytwarzane są bezpłciowo zarodniki zwane konidiami (a czasami annelokonidiami lub annelosporami).
Annelida to komórka mogąca wielokrotnie wytwarzać konidia podczas wytwarzania zarodników. Konidia wytwarzane są w niej enteroblastycznie, czyli w jej wnętrzu, i przez szczyt annelidy są wypychane na zewnątrz. Podczas tego procesu annelida wydłuża się. W miejscu oddzielenia się konidium od annelidy tworzy się kołnierzyk (pierścień) i pierścieni tych jest tyle, ile zostało wytworzonych konidiów. Czasami wytworzone konidia tworzą krótkie łańcuchy.
Annelida zazwyczaj ma walcowaty kształt i nieco zwężoną część szczytową w miejscu, gdzie powstają pierścienie.